# Sam Cordingley

a Compétitions nationales et continentales officielles uniquement.

b Matchs officiels uniquement.
Sam Cordingley, né le 20 mars 1976, est un joueur de rugby à XV australien, qui a évolué avec l'équipe d'Australie (sa dernière sélection remonte aux Tri-Nations 2008). Il occupe le poste de demi de mêlée, et mesure 1,76 m pour un poids de 84 kg.

## Carrière
À l'hiver 2008, il quitte les Queensland Reds et effectue son retour au FC Grenoble, où il avait auparavant évolué entre 2004 et 2005. Lorsqu'on lui demande d'expliquer les raisons de son choix, il ne fait pas mystère de son amour pour le club et la ville: "[...]J'aime cette ville et ses gens passionnés. Mais ce qui a fait la différence, ça a été ma volonté d'effacer notre mauvaise saison de 2005 quand nous avions été relégués. Les gens avaient été tellement gentils envers moi que j'avais envie de leur rendre ce qu'ils m'avaient donné.". À l'orée de la saison de Pro D2 2009/2010, il devient capitaine des rouge et bleu, en lieu et place de Gwendal Ollivier.
En avril 2010, le club grenoblois annonce qu'à sa demande, il est autorisé à rentrer en Australie à la fin de la saison, rompant ainsi le contrat qui liait les deux parties à un an de son terme. Il rejoint les rangs des Melbourne Rebels pour participer à la première édition du Super 15 en 2011. Rapidement blessé à la hanche et n'effectuant que 2 matches pour la franchise, il devient agent de recrutement et ambassadeur du club pour la région de Brisbane.